# Tomás Cabreira
Tomás António da Guarda Cabreira (Tavira, 23 de Janeiro de 1865 — Tavira, 4 de Dezembro de 1918) foi um ministro das Finanças de Portugal entre 9 de Fevereiro de 1914 e 23 de Junho do mesmo ano. Foi, também, professor, militar e escritor. Existe uma escola secundária com o seu nome em Faro.

## Família
Tomás Cabreira nasceu em 1865 na cidade de Tavira, filho do General Tomás António da Guarda Cabreira e de sua mulher e prima Francisca Emília Pereira da Silva Cabreira. O seu avô, o Marechal-de-Campo Tomás António da Guarda Cabreira era o 1.º Conde de Lagos e 1.º Visconde do Vale da Mata. Teve um filho, Tomás Cabreira Júnior.

## Biografia

### Carreira académica e militar
A sua educação foi feita paralelamente na Escola do Exército, onde se licenciou em Engenharia Civil (1893), e na Universidade de Coimbra, onde frequentou o curso de Ciências Matemáticas. Leccionou na Escola Politécnica as disciplinas de Química Mineral e Química Orgânica, sendo depois nomeado lente definitivo do mesmo estabelecimento de ensino. Da sua carreira académica, saliente-se, aínda, o Doutoramento, em 1916, na Faculdade de Ciências da Universidade de Lisboa, e o facto de ter sido um dos fundadores da Academia das Ciências de Portugal e da Universidade Popular de Lisboa.
Na perspectiva militar, Tomás Cabreira atingiría o posto de Coronel do Exército, em 1918, ano da sua morte.

### Carreira política

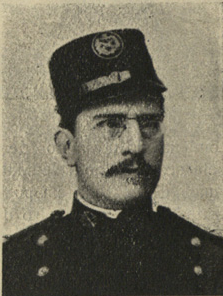
Tomás Cabreira

Tomás Cabreira esteve, igualmente, ligado à política, tendo sido vereador da Câmara Municipal de Lisboa, em 1908, e deputado republicano pelo Algarve às Constituintes, em 1911. Em 1912 é senador e, em 1914, é nomeado para Ministro das Finanças. Por razões internas do Partido Democrático, de que era membro e dirigente (1914), demite-se da pasta de que era responsável. Após a demissão, funda a União da Agricultura Comércio e Indústria.
Fez parte da Maçonaria, da qual foi 9.º e 13.º Presidente do Conselho da Ordem do Grande Oriente Lusitano entre 1899? e 1902 e entre 1907 e 1908, cargo extinto pela Constituição de 31 de Dezembro de 1907, em vigor desde 6 de Março de 1908 e restabelecido pela Constituição de 2 de Janeiro de 1912, e esteve ligado ao jornalismo ocupando diversos cargos na Associação dos Jornalistas de Lisboa e na Associação da Imprensa Portuguesa.

### Homenagem
A pedido do Conselho Escolar da Escola Comercial de Faro, Tomás Cabreira foi homenageado dando o seu nome a esta escola, pela portaria nº 2.576 de 17 de janeiro de 1921 do Governo da República, passando aquela a designar-se por Escola Secundária Tomás Cabreira.

### Obras
Os livros publicados por Tomá Cabreira abrangem diversas áreas do conhecimento, desde a Economia, à Química, passando pela Arte e pelo Turismo:
- Princípios de Estereoquímica (1896)
- Velásquez é um Pintor Português (1908)
- O Problema Financeiro e a sua Solução (1912)
- A Contribuição Predial (1912)
- O Problema Bancário Português (1915)
- Crédito Comercial e Industrial (1915)
- Posto Agrário e Ensino Móvel
- A Escola Primária Agrícola
- A Questão Corticeira, 1915
- Tarifas Ferroviárias, 1915
- Zonas Turísticas", 1915
- A Defesa Económica de Portugal (1917).
- O Algarve Económico (1918)
- A Política Agrícola Nacional (1920)
- A Composição da Linguagem de alguns Povos Pré- Históricos (1923)